# Sección de Aviación de Ejército de Montaña 8
La Sección de Aviación de Ejército de Montaña 8 (Sec Av Ej M 8) es un elemento de aviación del Ejército Argentino que depende orgánicamente del Comando de Aviación de Ejército y funcionalmente de la VIII Brigada de Montaña "Brig. Gral. Toribio de Luzuriaga". Su emplazamiento es una instalación militar en el Aeropuerto Internacional Gobernador Francisco Gabrielli de El Plumerillo.
Como elemento de aviación de la VIII Brigada de Montaña se desempeña en ejercicios combinados con las unidades de dicha brigada como la Compañía de Cazadores de Montaña 8 y la IV Brigada Aérea de la Fuerza Aérea Argentina.

## Material
- Helicóptero Aérospatiale SA315B Lama
- Helicóptero Bell 407GXi